# Il teatro
Il teatro (The Playhouse) è un cortometraggio del 1921 diretto da Buster Keaton e Eddie Cline.
Tra i cortometraggi più celebri di Keaton, spicca per l'uso degli effetti speciali che moltiplicano il protagonista in decine di ruoli. L'attore compare in molti di essi contemporaneamente sullo schermo, ben 9 nella sequenza dell'orchestra.
Su questo punto, Keaton scrive nella sua autobiografia: "Nel 1921 per far questo ci volevano dei trucchi fotografici che non erano mai stati provati prima. In quei giorni una doppia esposizione di un attore faceva strabuzzare gli occhi al pubblico, era considerata un miracolo della scienza. Ma i miei operatori riuscirono a mostrare ben nove Buster Keaton sullo schermo allo stesso tempo".
Primo dei suoi film per la First National, venne girato durante la sua convalescenza per la rottura della caviglia avvenuta durante le riprese di La casa elettrica (1922).

## Trama
Buster entra in un teatro e appare un'orchestra dove tutti i componenti, il direttore e persino il pubblico, ha il volto di Buster stesso. È un sogno, da cui si risveglia quando due uomini entrano nella sua stanza per portar via dei mobili: la stanza è però il retro di un teatro. Qui incontra due gemelle, che vede in quattro perché riflesse su due specchi. S'innamora di una delle due, ma non sa riconoscere quale.

## Critica
- "Ancor più che in altri casi, la trama non è che una vorticosa girandola di gag, difficilmente raccontabile a parole: è l'immagine a farla da padrone, chiamando in causa anche la precisione degli effetti speciali. Keaton dimostra ancora una volta una grande padronanza del mezzo, sfruttato fino al massimo delle sue possibilità (...) Lo stupore che ancora oggi ci coglie di fronte a questo meccanismo di incredibile precisione e suggestione non è tutto qui. Il ruolo dominante dell'immagine rimbalza dall'esibizione tecnica alla struttura" (Giorgio Cremonini[2])
- "In The Playhouse ho commesso un grandissimo errore. Avrei potuto fare questo film di venti minuti tutto da solo, senza problemi. ma ho avuto paura. Temevo che desse l'impressione di voler strafare. Allora ho utilizzato anche altri attori ed è stato un errore"(Buster Keaton[3]).